# Vrvari
Vrvari är en ort i Kroatien.   Den ligger i länet Istrien, i den västra delen av landet, 190 km väster om huvudstaden Zagreb. Vrvari ligger 65 meter över havet och antalet invånare är 523.
Terrängen runt Vrvari är lite kuperad. Havet är nära Vrvari västerut. Runt Vrvari är det ganska tätbefolkat, med 144 invånare per kvadratkilometer. Närmaste större samhälle är Poreč, 3,2 km väster om Vrvari. Omgivningarna runt Vrvari är en mosaik av jordbruksmark och naturlig växtlighet.